# Rodney Scruggs
Rodney Christopher Scruggs (* 5. Februar 1983 in Marburg) ist ein ehemaliger deutscher Basketballprofi.

## Karriere
Scruggs, der im Alter von sieben Jahren beim VfL Marburg mit dem Basketball begann, galt in der Jugend als einer der besten Spieler seines Jahrgangs in Deutschland. Ab 1997 spielte er beim VfB Gießen und wurde in die Nachwuchsnationalmannschaft berufen. Ab 1998 gehörte er der VfB-Herrenmannschaft in der Regionalliga an. Seine ersten Auftritte in der Basketball-Bundesliga hatte er im Alter von 17 Jahren für Avitos Gießen, insgesamt elf kurze Einsätze in zwei Jahren. Daneben war er den Gießener Kooperationspartner Avitos Lich lizenziert, für den er weitere Spiele in der zweiten Liga absolvierte.
Im Alter von 19 Jahren wechselte er 2003 zum Zweitligisten Rhöndorf. Weitere Stationen waren Wolfenbüttel, Krefeld und wieder Rhöndorf (alle jeweils 2. Bundesliga).
Im Anschluss an die Jahre mit mehreren Vereinswechseln verbrachte er zwei Spielzeiten auf Schalke, ebenfalls in der 2. Bundesliga. 2008 wechselte er 25-jährig zu Trainer Torsten Loibl nach Chemnitz.
2009 ging er zu BiG Gotha in die erste Regionalliga, in der Saison 2010/11 ging er mit Gotha dann in der 2. Bundesliga ProB an den Start. In der Saison 2011/12 spielte Scruggs für den Regionalligisten Göppingen und ab 2012 für den BC Energie Zwickau (ebenfalls Regionalliga), für den er 2013/14 seine letzte Saison bestritt und mit gesundheitlichen Problemen seine Spielerkarriere beendete.